# ميلين ميتيف
ميلين ميتيف هو لاعب كرة قدم بلغاري في مركز الوسط، ولد في 27 ديسمبر 1990 في ستارا زاغورا في بلغاريا. لعب مع او في سي سليفن 2000 ونادي بيروي ستارا زاغورا ونادي فيريا.

## وصلات خارجية
- ميلين ميتيف على موقع قاعدة بيانات كرة القدم.إي يو (الإنجليزية)